# Stenstuen
Stenstuen eller Rosenberg Langdysse er en langdysse, der ligger ved Kragkærvej, sydvest for Frederikshavn og 420 meter nord for Gærum Kirke på den Nørrejyske Ø i Nordjylland. Den er ca. 68 m lang og har 57 bevarede randsten. I østende er et stort gravkammer.
Dyssen er dateret til bondestenalderen og er anlagt i perioden 3500-2800 f.v.t, der kaldes tragtbægerkulturen.
Der findes en velbevaret stenkiste fra yngre stenalder tæt ved på gården Ledet på Faurholtvej 79. 